# Раз на раз не приходится
«Раз на раз не приходится» — комедийный, сатирический художественный фильм режиссёра Араика Габриэляна.

## Сюжет
Только что освободившийся из мест лишения свободы, осуждённый за увод стройматериалов, Папашин устраивается на работу в строительный трест, где его назначают исполняющим обязанности бригадира и дают ему в подчинение двух проштрафившихся рабочих. Бракодел Романов привык класть стены «на глаз» лишь бы стояла, а бездельник Измайлов целыми днями только и делал, что крушил несущие стены в новостройках. В задачу бригады входит снос старых зданий. Попутно сносу бригада ввиду дефицита стройматериалов продаёт «налево» оставшиеся в домах под снос пригодные строительные материалы: печную плитку, двери, доски и даже кухонную утварь. При снятии плитки в печи одного из разрушаемых домов они обнаружили тайник с золотыми слитками. Перед ними встала дилемма: сдать клад государству, получив за него полагающиеся 25 % от найденного, или незаконно реализовать его. Они выбрали второй вариант, но в условиях советской действительности продать и даже просто спрятать клад — задача очень сложная. Незадачливые кладоискатели теряют сон и покой в попытках сохранить золото, в результате чего прогорают. Папашин не может нигде реализовать слитки. Измайлов не находит ничего лучшего, чем спрятать добычу в автоматических камерах хранения железнодорожного вокзала, но забывает код замка. А Романов прячет свою долю на кладбище, но её вскоре случайно находит кладбищенская уборщица. В итоге обо всем становится известно. Незадачливую троицу суд, за сокрытие клада от государства, приговаривает к условному наказанию по месту работы, а бывшая уборщица, нашедшая долю Романова и сдавшая её государству, катается на новеньких «Жигулях». Вскоре троица находит ещё один тайник, но внутри вместо каких-либо драгоценностей оказывается ловушка - игрушечный кукиш на пружине.

## В ролях
- Армен Джигарханян — Папашин
- Леонид Куравлёв — Фёдор Романов
- Борислав Брондуков — Василий Измайлов
- Любовь Полищук — Смирнова
- Виктор Кремлёв — сержант милиции, племянник Папашина
- Владимир Бурлаков — директор кладбища
- Виталий Варганов — ювелир
- Анатолий Ведёнкин — прораб Евгений Васильевич
- Мария Виноградова — старушка на вокзале
- Борис Иванов — начальник отдела кадров комбината
- Капитолина Ильенко — старушка на кладбище
- Нина Крачковская — знакомая Романова
- Александр Кудинов — швед
- Татьяна Митрушина — дежурная на вокзале
- Владимир Ферапонтов — священник

## Критика
Фильм оценивается полярно, и как шабашка талантливых актёров в фильме про шабашку, и как пародия на производственные фильмы, критикующая недостатки советской действительности:

Чувство неловкости не покидает на всём протяжении фильма. Ради чего замечательные актёры А. Джигарханян, Л. Куравлев, Б. Брондуков, Л. Полищук так тщательно пытаются реанимировать мертворождённый замысел фильма, не имеющего никаких точек соприкосновения с действительностью?
— Валерий Туровский, «Комсомольская правда»

«Раз на раз не приходится» — последняя советская комедия, последний образец производственного жанра. Джигарханян играл там жулика Папашина, которого назначили бригадиром в отстающую строительную бригаду. Символично, что строительная бригада получает задание не возводить новые здания, а рушить вполне качественные старые постройки. Или, как выражается один из членов коллектива: «Мы рождены, чтоб сказку сделать пылью». А сам бригадир провозглашает лозунг: «Пятилетку — за четыре года!». Прекрасно понимая, что государству ничего не нужно и плоды всякого соцсоревнования, как и всякая честная работа, всё равно пойдут прахом.
— киновед Нина Александровна Цыркун, 2000 год

## Места съёмок
Фильм снимался в Москве: в церкви Покрова в Филях, на Введенском кладбище и в двухэтажном доме на Хорошевском шоссе, который снесли в 1986—1987 годах.

## Съёмочная группа
- Режиссёр: Араик Габриэлян
- Сценаристы: Валентин Ежов, Альберт Иванов
- Оператор: Сергей Зайцев